# Mondpreis
Mondpreis ist eine umgangssprachliche Bezeichnung für vorsätzlich deutlich überhöht angesetzte
- Unverbindliche Preisempfehlungen (UVP) des Herstellers, wodurch der Hersteller dem Handel die Möglichkeit geben will, unter Zuhilfenahme starker Unterbietung den Eindruck ausgesprochen niedriger Preise zu erwecken;
- vermeintliche frühere Verkaufspreise eines Händlers, ebenfalls um den Eindruck einer starken Rabattierung zu erwecken;
- aktuelle Preise, um einen großen Verhandlungsspielraum zu haben, oder um von unerfahrenen Käufern einen hohen Kaufpreis zu erzielen, was an Wucher grenzen kann.

Mit einem Mondpreis kann auch beabsichtigt sein, gegenüber Dritten eine Wertigkeit vorzugeben – gewissermaßen als Werbe- und Imagemaßnahme, um eine Zugehörigkeit zu einem Premium- oder Luxus-Segment darzustellen (z. B. Listenpreise von Luxusuhren, Sportwagen, Flugzeugen).

## Regelfall
Dieses Phänomen ist häufig in Endverbraucher-Laden- und -Versandgeschäften anzutreffen, in denen von einer Klientel ausgegangen wird, die entweder selten Preisverhandlungen führt, sich stark durch (vermeintliche) Rabattauslobungen beeindrucken lässt oder unerfahren bzgl. der üblichen Preise des Warentyps ist.
In Branchen, in denen die Produkte schnell wechseln oder veralten (z. B. Elektronik, Modegeschäfte), wird häufig eine UVP angegeben, die schon deutlich älteren Datums ist. Durch den inzwischen stattgefundenen Preisverfall beim Produkt kann ein (vermeintlicher) Rabatt dennoch zu einem überdurchschnittlichen Preis führen.

## Andere Beispiele
Der Begriff wird umgangssprachlich auch für die Preisauszeichnungen in Geschäften verwendet, in denen es üblich ist, über den Preis zu verhandeln. Hier soll die hohe Preisauszeichnung an der Ware dem Kunden mitunter das Gefühl geben, durch Verhandlungsgeschick schließlich einen deutlich niedrigeren Preis erzielt zu haben, andererseits trägt das Verhandeln auch gewissermaßen zum besonderen Flair dieser Geschäfte bei. Dies findet sich z. B. in Teppich- oder Antiquitätengeschäften, aber auch im Gebrauchtwagenhandel.

## Rechtliche Einordnung
Wurde der hohe Preis nie oder nur für einen sehr kurzen Zeitraum verlangt, so ist die Werbung mit Rabatten auf den hohen Preis laut § 5 Abs. 5 UWG nicht zulässig. Mondpreiswerbung erfüllt aber keinen Straftatbestand nach § 16 UWG (Strafbare Werbung), da der Mondpreis bzw. ein Streichpreis nicht objektiv unwahr sein kann, da er mehrdeutig ist und gemäß Art. 103 GG nicht auf die Verkehrsauffassung abgestellt werden kann. Ein durchgestrichener Statt-Preis ist zudem keine unwahre Angabe nach § 16 UWG, da er tatsächlich nicht gefordert wird. „Das Durchstreichen des höheren Preises und der Zusatz ‚statt‘ lassen zunächst nur die Feststellung zu, dass der durchgestrichene Preis aktuell nicht gefordert wird.“